# Intuition (album d'Angela Bofill)
Pour les articles homonymes, voir Intuition (homonymie).
Albums de Angela Bofill
Tell Me Tomorrow
(1985) I Wanna Love Somebody
(1993)
Singles
Intuition est le huitième album de la chanteuse Angela Bofill, sorti en 1998. Il s'agit du premier (et seul) à être sorti sur le label Capitol Records.

## Liste des titres
1. Love is In Your Eyes
2. Intuition
3. I Just Wanna Stop
4. Long Gone
5. For You and I
6. In Your Lover's Eyes
7. Love Overtime
8. Festival/Down the Line
9. Special Lover
10. Everlasting Love